# La edad de la inocencia (película de 1962)
La edad de la inocencia es una película de drama dirigida por Tito Davison y protagonizada por Marga López, Roberto Cañedo, José Luis Jiménez, Emma Roldán, Lupita Vidal Pelusa, Elizabeth Dupeyron de 1962. Donde refleja la inocencia de una niña huérfana ante marionetas a las que cree con vida propia.

## Sinopsis
Emilio Maurí (Roberto Cañedo), un escritor de novelas, pasea por una feria popular y entra una carpa a ver un espectáculos de títeres, al finalizar la función ve cómo una niña, a la que apodan Pelusa, entra a escondidas para hablar con Blanca Nieves quien le responde en voz de Elisa (Marga López) y la invita a llevar a sus amigos a conocerlos.
Al hablar Emilio con don Pascual (José Luis Jiménez), papá de Elisa, le informa su hija sufrió la pérdida primero de su marido y después de su hija Ángela, esta última al caer de la rueda de la fortuna, pero Elisa no acepta la muerte y cree que su hija Ángela esta perdida, por ello han dejado su pueblo para ir a la capital para que un investigador localice a Ángela, a quien confundió con Emilio. 
Al día siguiente, Pelusa lleva a sus amigos a la carpa, el espectáculo que les preparan los asusta pues salen tras de ellos, argumentando que no deben quitarle la inocencia a ningún niño.  
Elisa y Emilio llevan a Pelusa a su hogar, el cual es una casa de cartón en una colonia popular. En esa casa vive con su abuela quien explota a la niña haciendo que venda periódicos y no la lleva a la escuela, afirmando que sin esos centavos se morirían de hambre.
Emilio le consigue un lugar a Pelusa en una escuela, le deja dinero para que le compre ropa a la niña y les promete que les ayudará; Al día siguiente la abuela lleva a Pelusa al colegio, pero ya no regresa por ella en la tarde. Cuando Emilio y Elisa recogen a la niña y van a la casa, ya no hay nadie viviendo ahí, por lo que deciden llevar a la niña a casa de Elisa. En dicho hogar le ofrecen la ropa y juguetes de Ángela y la tratan como si fuera su hija.
En la escuela la profesora la recibe y le ofrece de desayunar; una compañera de colegio se burla de ella por no tener nombre y no recordar a sus padres, la maestra interviene y explica que no deben burlarse de huérfanos. Poco después es detenida la presunta abuela de Pelusa acusada de robo, confiesa que no es abuela de la niña y no conoce quiénes fueron sus padres. Al saber esto, la niña tendría que ser puesta al cuidado de las autoridades o ser adoptada. 
La compañía de títeres prepara un espectáculo en el bosque de Chapultepec en donde Elisa y Pelusa son espectadoras, casi al concluir la función Elisa cree ver entre el público a su hija y va tras ella, pero con tantas personas no logra encontrarla y acusa a Pelusa de ser la culpable de perderla nuevamente. Pelusa se separa de Elisa y va a recoger sus cosas para irse al orfanato pensando que al encontrar a Ángela ya no la querrán.
Elisa sufre una crisis nerviosa y deambula por una feria vacía en donde recuerda lo que pasó con su hija y entiende que su hija murió al caer desde la rueda de la fortuna. Reacciona cuando una fuerte lluvia la moja y piensa en que la función está a punto de empezar. 
Al llegar Elisa al teatro, su acto está a punto de comenzar y toma su lugar, al finalizar cae desmayada y es llevada a un hospital en donde sufre una alucinación que combina a los títeres con su hija y acepta que su hija falleció. Al despertar le pide a don Pascual ir a ver la tumba de su hija. Abraza a Pelusa, que fue encontrada cerca del teatro, y le pide que la llame mamá.